# Maledetta primavera
Maledetta primavera (italiano para "primavera amaldiçoada") é um filme franco-italiano de 2020 dirigido por Elisa Amoruso.
A história é livremente inspirada no romance Sirley escrito pela própria diretora para as edições Fandango. O filme foi lançado em 21 de outubro de 2020 no Festival de Cinema de Roma.

## Sinopse
1990. Nina tem 13 anos e uma família incrivelmente bagunçada. Ela se vê catapultada do centro de Roma para um bairro suburbano: arranha-céus cinzentos, meninos em scooters e uma avó engraçada que passa o tempo todo jogando cartas. Um encontro repentino perturba tudo, como uma tempestade: ela tem 13 anos, mora no prédio em frente e dança lambada. O nome dela é Sirley, ela vem da Guiana Francesa e tem um sonho ambicioso: interpretar Nossa Senhora na procissão do bairro. Entre as duas cria-se um vínculo intenso e muito forte. A amizade delas levará Nina a finalmente perder o controle e a descobrir seu lugar não só no mundo, mas no coração de sua família.

## Elenco
- Micaela Ramazzotti: Laura
- Giampaolo Morelli: Enzo
- Emma Fasano: Nina
- Federico Ielapi: Lorenzo
- Manon Bresch: Sirley
- Fabrizia Sacchi: Nadia
- Orietta Notari: Irmã Caterina
- Clara Galante: Irmã Maria
- Sara Franchetti: Avó Adriana
- Massimo Cagnina: Cicala
- Eliana Miglio: Alba
- Claudio Bigagli: Padre

## Produção
O filme é uma produção BiBi Film, Rai Cinema, com contribuição do Ministério da Cultura.

## Distribuição
O filme foi apresentado no Festival de Cinema de Roma 2020 e exibido pela primeira vez nos cinemas italianos em 3 de junho de 2021.